# Батие (Камерун)
Ба́тие (фр. Batié) — коммуна Камеруна в департаменте О-Плато Западного региона. Расположена в 26 км к юго-западу от Бафусама, административного центра Западного региона. Расположена у одноимённого себе перевала через Камерунскую линию.
Является местоположением футбольного клуба «Сабле».
Город Батие является родиной бывшего чемпиона UFC Франсис Нганну.